# 貧者の著作権
貧者の著作権（ひんじゃのちょさくけん、Poor man's copyright）とは、郵便制度、公証人など社会的権威を備えた機関が記した日付を以って、知的財産にまつわる日付の証拠とする手法。よくあるケースとして、作品の作者が自分で自分に作品のコピーを郵送し、その消印日付を以って、その時点で作品が制作済みであり作者の下にあった証拠とする、という著作権登録の代用としての考え方である。
著作権登録を行う省庁が無い国では、その作品がいつ制作されたかを制作者が証明しづらい場合がある。イギリス知的財産庁はこのように言っている。
… 作品のコピーを銀行や事務弁護士に預けるという方法があります。あるいは、制作者は自分自身に作品のコピーを特別配達便（封筒にしっかり日付のスタンプがつく）で送り、配達されたらそれを開封せずにしておきます。非公式に登録を受け付ける多くの私企業がありますが、それを利用する前に、何に対して料金を払うのか注意深く確かめるのが賢明でしょう。

この方法は、作品がオリジナルであるとか、あなたによって制作された、ということを証明するものではないことに十分注意してください。（下線は引用者による）
この種の保護に関してアメリカ合衆国の著作権法には何の条項も無い。また、サンタクララ大学ロースクールの法学者エリック・ゴールドマンも、貧者の著作権に何らかの価値を実際に認めた実例は無いと言及している。